# الاولياء (العدين)

تعديل مصدري - تعديل

الاولياء محلة تابعة لقرية النجادي، التابعة لعزلة بلاد المليكي بمديرية العدين إحدى مديريات محافظة إب في الجمهورية اليمنية.، بلغ تعداد سكانها 267 حسب تعداد اليمن لعام 2004.